# Nagel-Group

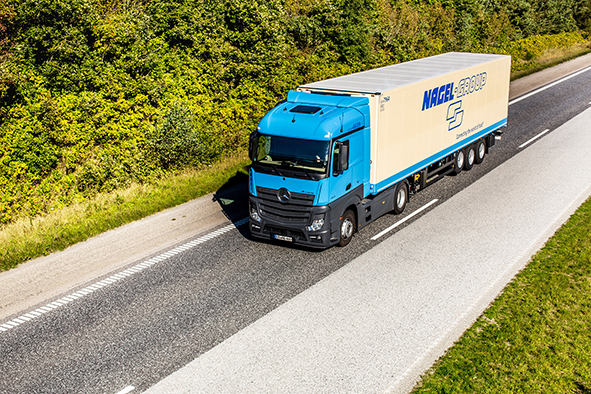
Lkw der Nagel-Group

Die Nagel-Group Logistics SE, kurz Nagel-Group, ist ein europaweit tätiges Logistikunternehmen mit Spezialisierung auf Lebensmittellogistik. Das Familienunternehmen mit Sitz im ostwestfälischen Versmold verfügt über rund 130 Niederlassungen.

## Geschichte
Am 22. Mai 1935 gründeten Kurt und Rudolf Nagel die Spedition „Gebr. Nagel“ in Versmold. Ab 1938 wurden die Brüder durch den Erwerb der entsprechenden Konzession auch im Güterfernverkehr tätig. Nach dem Zweiten Weltkrieg  baute „Gebr. Nagel“ regelmäßige Sammelgutverkehre nach Süddeutschland und Berlin auf.

### 1950 – 70er Jahre
1952 gründet Kurt Nagel sein eigenes Unternehmen unter dem Namen Kraftverkehr Nagel. Mit dem Gütersloher Medienriesen Bertelsmann gewann das Unternehmen 1958 den ersten Großkunden. 1959 wurde die erste Niederlassung in Hamburg eröffnet. Eine zweite Niederlassung entstand 1968/1969 in München. In den 1970er Jahren entstanden weitere Standorte in Berlin, Stuttgart, Bochum, Hilden, Frankfurt, Fürth, Hannover, Achim und Heddesheim. Am Hauptsitz in Versmold wurde ein modernes Verwaltungsgebäude gebaut.

### 1980er Jahre
1984 trat Kurt Nagel (1962–2008), Sohn des Unternehmensgründers, in die Geschäftsführung ein. Er läutete das europäische Geschäft ein und erschloss ab 1987 zunächst den niederländischen Markt. Mit der Gründung von Nagel Airfreight begann der Einstieg ins Luftfrachtgeschäft.

### 1990er Jahre
Nach der Wiedervereinigung wurde die erste Niederlassung in den neuen Bundesländern 1990 in der Nähe von Leipzig eröffnet. Zwischen 1993 und 1999 gründete die Nagel-Group Gesellschaften in Schweden, Italien und Österreich. Durch die Übernahme der Spedition Ferryline in Dover wurde der erste Schritt nach Großbritannien unternommen. In Frankreich ist die Nagel-Group seit 1999 mit STG & Nagel Logistique am Markt vertreten.

### 2000er Jahre
2001 beteiligte die Nagel-Group sich an Andreas Andresen A/S, dem dänischen Marktführer in der internationalen Lebensmittellogistik. Zwischen 2002 und 2005 wurden Gesellschaften in Polen, Tschechien, Ungarn und der Slowakei gegründet. In der gleichen Zeit erfolgte die mehrheitliche Übernahme des britischen Logistiker Langdons und die Gründung der Landesgesellschaft Nagel Belgium. 2008 entstand Nagel Iberia in Spanien. Mit der Beteiligung an Whiteland Logistics in Rumänien und Eröffnung einer Länderrepräsentanz in der Schweiz (Nagel Suisse) wurde die europäische Expansion zwischen 2009 und 2011 fortgeführt.

### 2010er Jahre
In den Jahren 2012 bis 2014 wurde die Marke Nagel-Group in ganz Europa vorangetrieben. Dies war auch der Grund für die Umbenennung der Landesgesellschaften in Großbritannien und Dänemark in Nagel Langdons bzw. Nagel Danmark. Gleichzeitig wurde das Geschäft mit der Tiefkühllogistik ausgebaut. Durch die Übernahme der Unternehmen Eurocool, Tiefkühllogistik-Center Wustermark (TCW) und S & G Gefrier- und Lagerhaus Rostock intensivierten sich die Tiefkühl-Aktivitäten in Deutschland. Rückwirkend zum 1. Januar 2016 erwarb die Nagel-Group, nach eingehender kartellrechtlicher Prüfung, von der Doblinger Unternehmensgruppe die auf Tiefkühllogistik spezialisierte Münchner Unternehmensgruppe MUK-Transthermos und wurde dadurch in diesem Segment Marktführer in Deutschland.

### 2020er Jahre
Im Oktober 2021 verkündete die Nagel-Group die Übernahme der B+S Gruppe mit rund 1000 Mitarbeitern in Deutschland bei gleichzeitiger Veräußerung der Langdon Group aus dem Vereinigten Königreich.

## Geschäftsfelder
Schwerpunkt der Unternehmensgruppe sind temperaturgeführte Lebensmitteltransporte. Die Waren werden in fünf Temperaturbereichen von tiefgekühlt bis ungekühlt durch ganz Europa befördert. Zusätzlich bietet die Nagel-Group an jedem Standort die Möglichkeiten der Beschaffungslogistik, Kontraktlogistik sowie Lagerhaltung, Kommissionierung, Konfektionierung und weitere Mehrwertdienste. Neben dem Landtransport übernimmt Nagel auch Seefracht, Luftfracht, Tanklogistik, Ladungsträger und intermodale Verkehre.